# Église Santa Maria di Castello (Udine)
L'église Santa Maria di Castello est le plus ancien édifice sacré de la ville d'Udine, capitale de la région historique et géographique du Frioul en Italie, située dans la région autonome du Frioul-Vénétie Julienne.

## Histoire et description

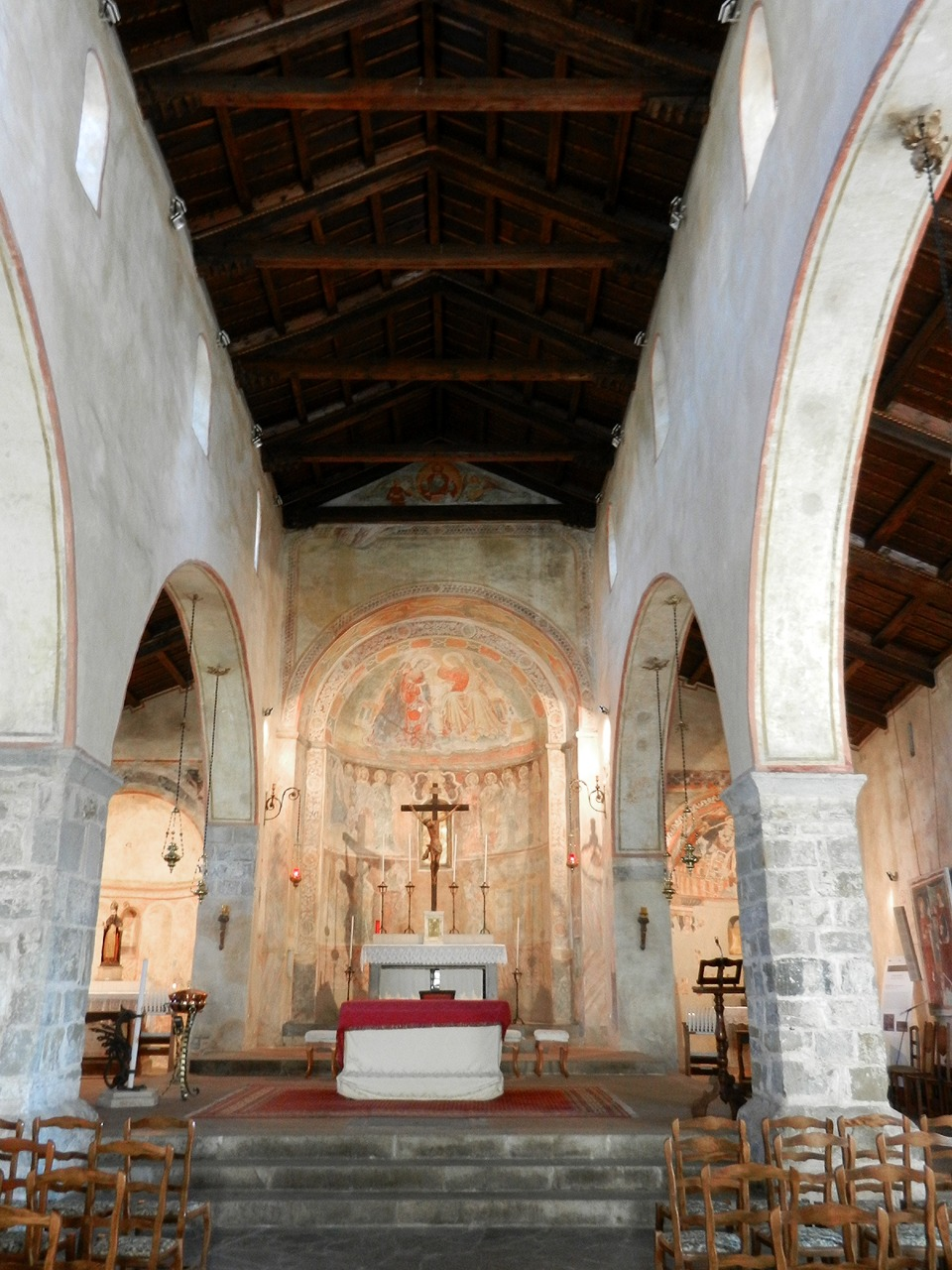
Chœur.

Construite sur un site qui abritait peut-être déjà un lieu de culte par le passé, l'église Santa Maria di Castello remonte probablement à l'époque du royaume lombard : quelques fragments de pierre datant du VIIIe siècle retrouvés lors des restaurations de 1928-30, en témoignent, dont un Christ Logos et une épigraphe au nom de Liutprand, roi des Lombards (712-744). L'aspect d'origine (probablement absidale et de petite taille) est peu documenté, l'église ayant peut-être été détruite lors des invasions des Magyars. La construction actuelle révèle un plan roman, datable du XIIe siècle de par ses caractéristiques architecturales, dont la partition en trois nefs.
L'église Santa Maria était la paroisse d'Udine et le resta jusqu'à peu après le milieu du XIIIe siècle. Les fresques de l'abside datent de cette époque, dont l'œuvre la plus importante de l'abside droite représentant une Déposition de croix dans l'hémicycle, et la série des douze apôtres dans l'arc suspendu, œuvre d'ouvriers venant de Bavière.
Après le tremblement de terre du 26 mars 1511, la façade est reconstruite par Gaspare Negro au début du XVIe siècle, tandis que le clocher-tour, commencé par le même Negro, peut-être à la place d'une des tours des fortifications de la ville, est achevé par Giovanni da Udine en 1539 avec l'ajout d'un clocher, d'un tambour et d'un dôme. Il est surmonté d'un ange tournant avec l'index pointant pour indiquer la direction des vents qui, avec ses 43 mètres de haut, du haut de la colline du château d'Udine domine la vaste plaine frioulane et est l'un des symboles les plus représentatifs de la ville d'Udine. Après la restauration de 2011, la dorure qui ornait l'ange dès l'origine a été restaurée.
La Casa della Confraternita, édifice médiéval restauré en 1930, est adossée à l'église. A côté se dresse l'arc Grimani érigé en 1522 en l'honneur du doge homonyme ;il est possible de rejoindre la place du château à travers l'arc.

## Galerie d'images

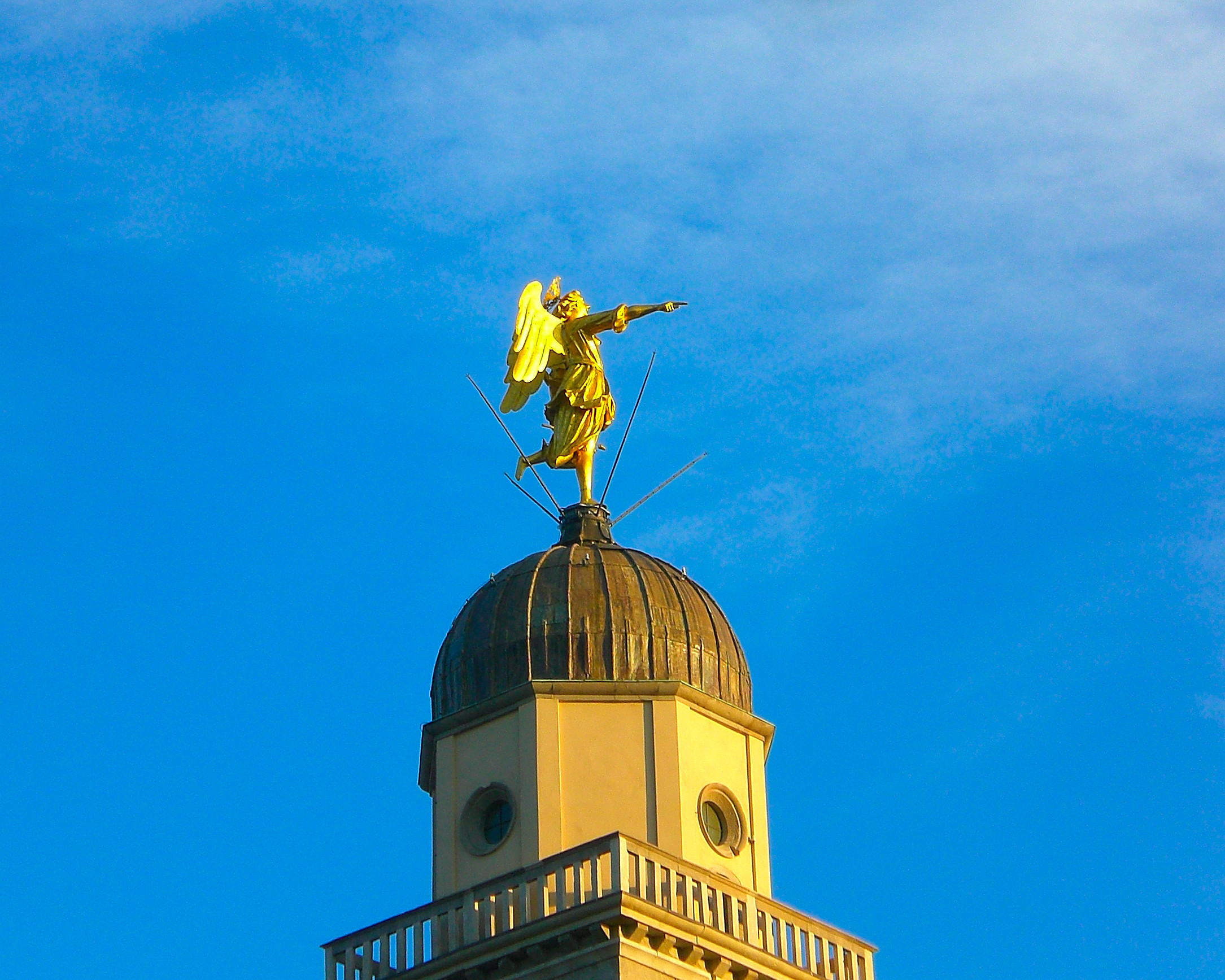
L'ange d'or.
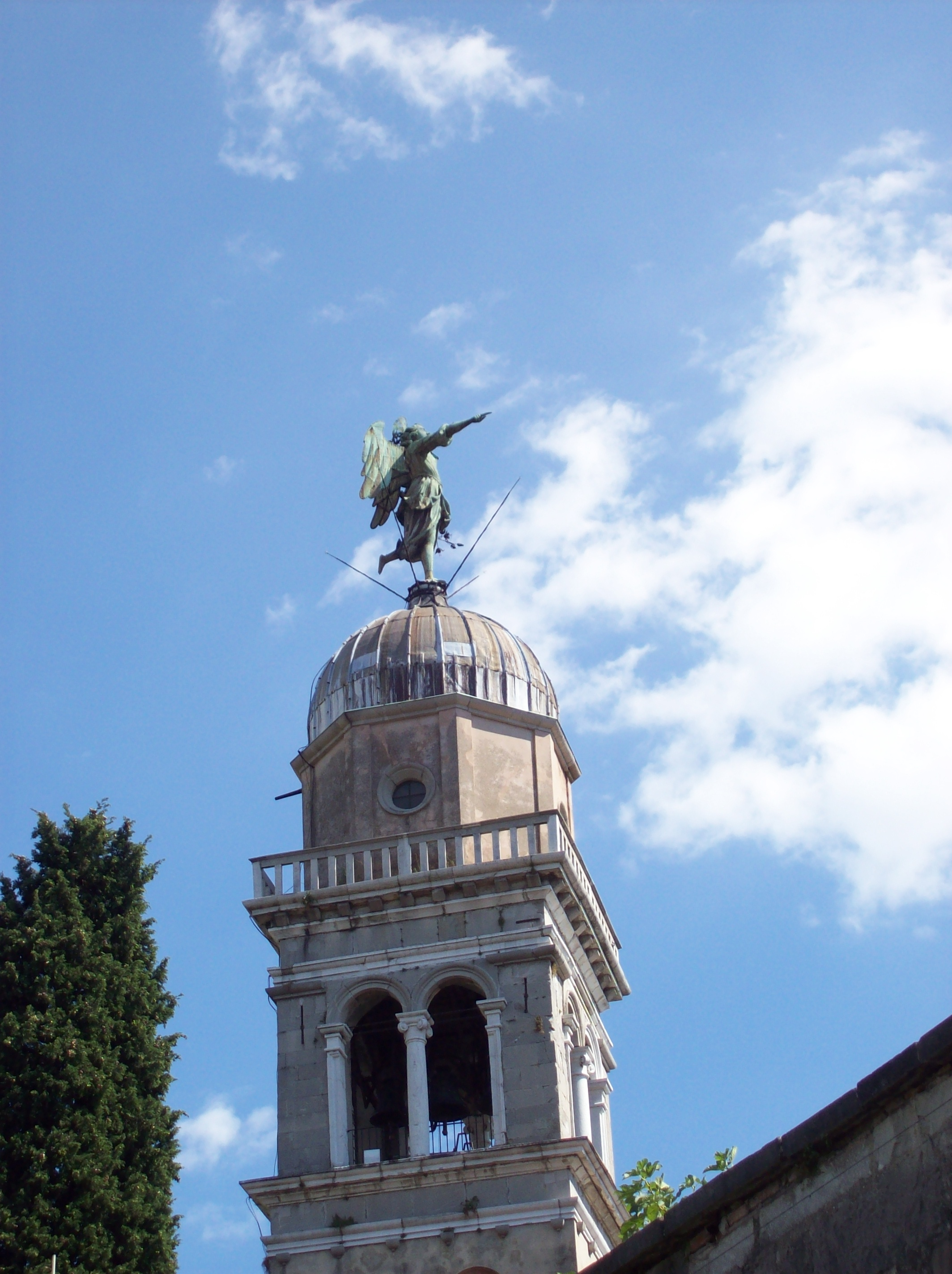
L'ange avant la dorure.
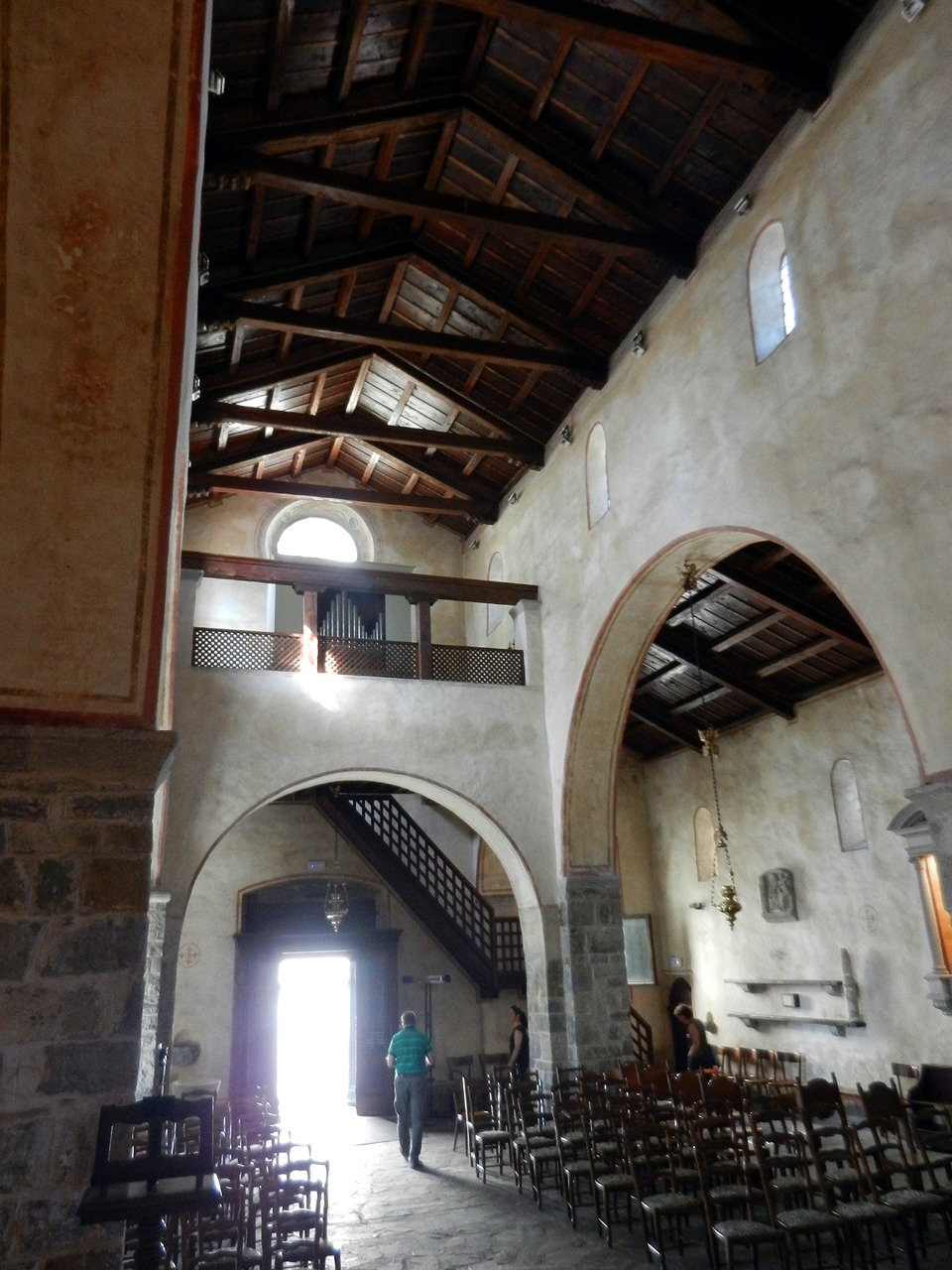
Nef et envers de la façade.
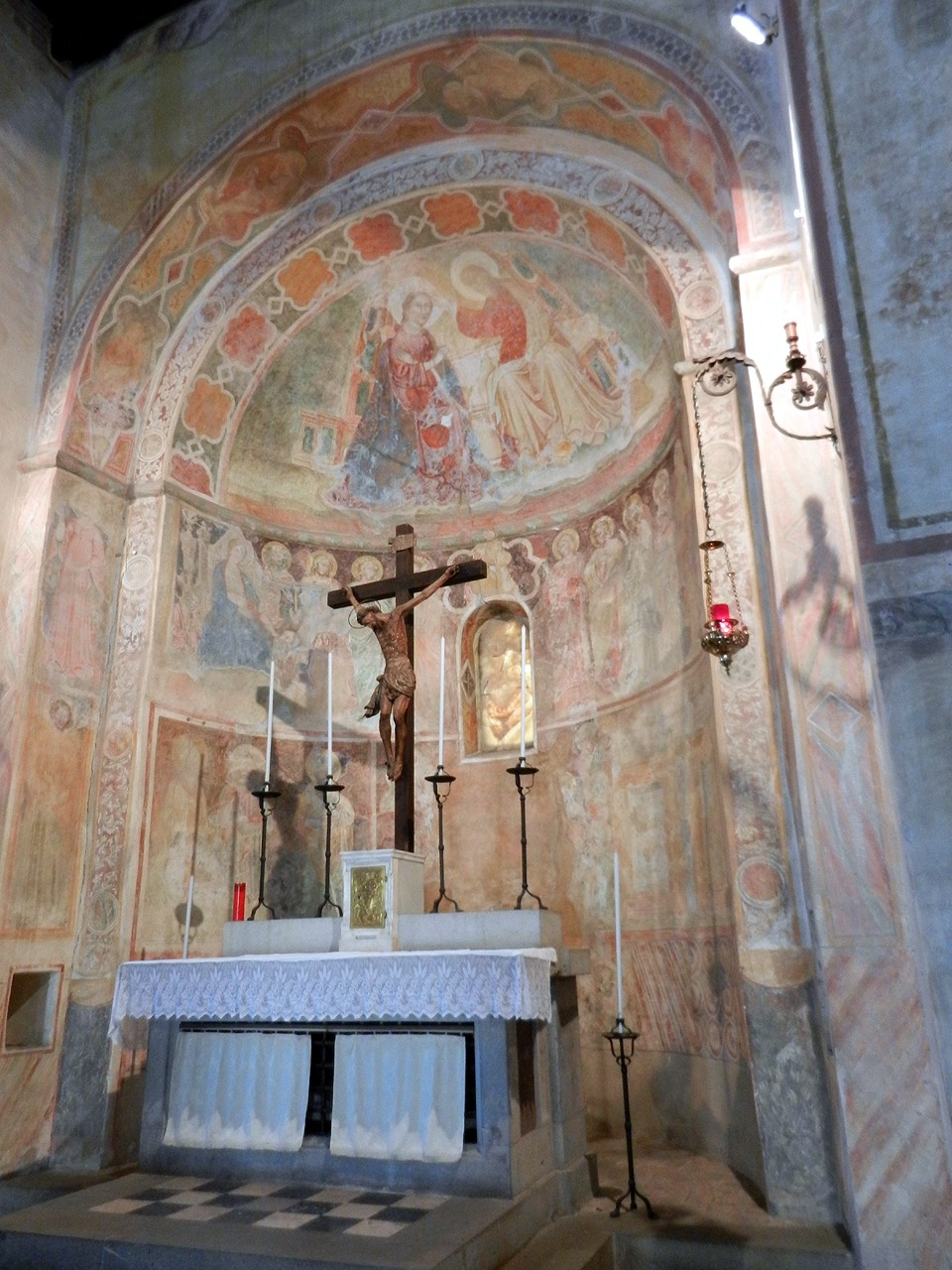
Abside et maître-autel.
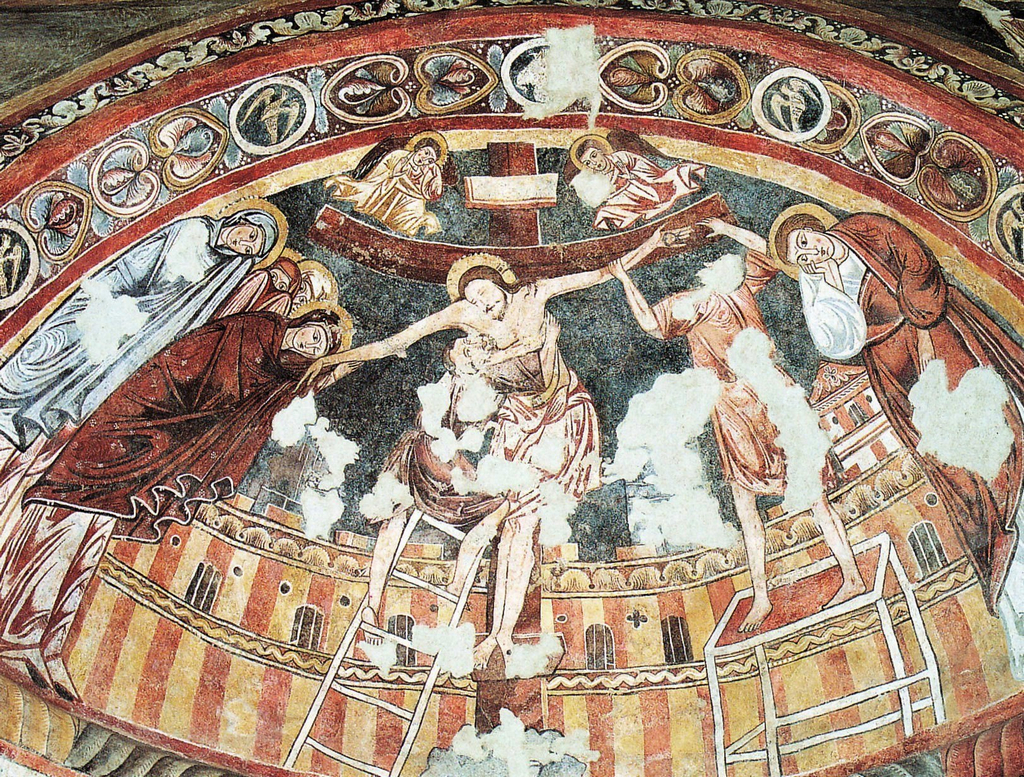
Déposition du XIIIe siècle.
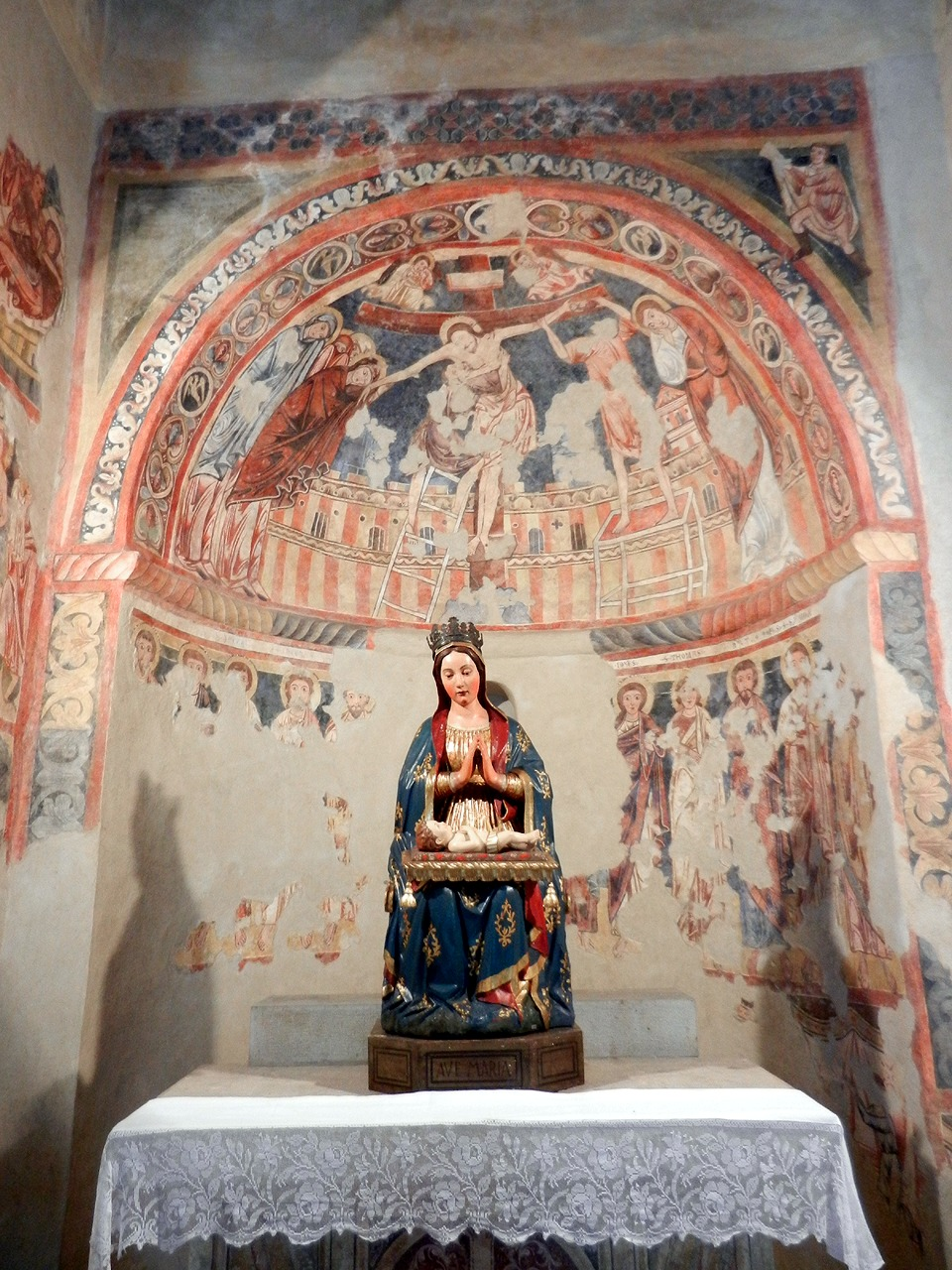
Vierge à l'Enfant.